# Giáo hoàng Êusêbiô
Êusêbiô (Latinh:Eusebius) có nguồn gốc từ từ tiếng Hy Lạp: Εὐσέβιος "pious", từ eu (εὖ) "tốt" và sebein (σέβειν) "để tôn trọng" là Giáo hoàng thứ 31 của giáo hội công giáo. Ông được suy tôn là một vị thánh của Nhà thờ công giáo. Triều đại Giáo hoàng của ông bắt đầu vào ngày 18 tháng 4 năm 309 hoặc 310 và kết thúc vào ngày 17 tháng 8 năm 309 hoặc 310. Theo niên giám tòa thánh năm 1806 thì ông lên ngôi vào năm 310 và ở ngôi trong thời gian 4 tháng vài ngày. Niên giám tòa thánh năm 2003 xác định triều đại của ông bắt đầu từ ngày 18 tháng 4 năm 309 và kết thúc vào ngày 17 tháng 8 năm 309.
Nơi sinh và năm sinh của ông rất khó xác định. Truyền thống cho rằng Giáo hoàng Eusebius sinh tại Cassano (gốc Hy Lạp). Magna Grecia (?) Một số mảnh vỡ ban đầu cùng với một bản sao của một tấm đá được dựng vào thế kỷ thứ VI thay thế bản gốc đã bị tiêu hủy đã được John Baptist De Rossi khám phá ra trong phần mộ dành cho Giáo hoàng (Papal Chapel) trong hầm mộ của St Callistus đã cho thấy giáo hội trong thời cai trị của Giáo hoàng Eusebius lại tiếp tục nổ ra các cuộc tranh luận về những kẻ bội giáo, đưa Giáo hội gần đến chỗ chia rẽ thậm chí đưa đến các hành vi bạo lực. Giáo hoàng đã thành công trong việc dung hoà giữa kỷ luật và tha thứ.
Truyền thống cho rằng ông đã bị hoàng đế Maxentinus trục xuất khỏi Rô-ma vào năm 309. Eusebius đã chết tha hương đau đớn tại Sicili như một người tử vì đạo. Một số nguồn khác cho rằng ông mất ngày 17 tháng 8 năm 310. Ông được chôn cất tại nghĩa trang của St Calixtus. Ông được giáo hội kính nhớ vào ngày 26 tháng 9. Tuy nhiên trong Roman Martyrology ông lại được ghi vào ngày 17 tháng 8. "17 tháng 8, Tại Roma, giáo hoàng Saint Eusebius".